# Andrei Timpau
Andrei Timpau (ur. 17 września 1987 w Gura Humorului) – rumuński wioślarz.

## Osiągnięcia
- Mistrzostwa Świata Juniorów – Banyoles 2004 – ósemka – 1. miejsce[1].
- Mistrzostwa Świata Juniorów – Brandenburg 2005 – dwójka bez sternika – 1. miejsce[1].
- Mistrzostwa Świata Juniorów – Brandenburg 2005 –  ósemka – 3. miejsce[1].
- Mistrzostwa Świata U-23 – Hazewinkel 2006 – czwórka ze sternikiem – 4. miejsce[1].
- Mistrzostwa Świata U-23 – Hazewinkel 2006 – ósemka – 4. miejsce[1].
- Mistrzostwa Świata – Eton 2006 – ósemka – 12. miejsce[1].
- Mistrzostwa Świata U-23 – Glasgow 2007 – czwórka podwójna – 12. miejsce[1].
- Mistrzostwa Europy – Ateny 2008 – ósemka – 7. miejsce[1].